# Krewella
A Krewella egy amerikai elektro-dance trió Chicagóból, amely 2007-ben alakult. Tagjai: Jahan Yousaf, Yasmine Yousaf és Rain Man. Kislemezük, Play Hard a Beatport online zeneboltban került nyilvánosságra 2012. június 18-án. Később az iTunes Store-on is letölthetővé vált 2012. június 26-án. A debütáló albumuk, a Get Wet 2013. szeptember 23-án jelent meg az iTunes Store-on. A trió stílusa többek között house, dubstep, hardstyle és drum and bass.

## Kezdetek
A Krewella 2007-ben alakult, tagjai a két dalszerző–énekes nővér Jahan és Yasmine Yousaf, és a producerük Kris "Rain Man" Trindl. Zenéjük saját gyártású, és keveréke több stílusnak, többek között a dubstep és electro house, és sok más EDM stílus. Első kislemezük, ami 2012 júniusában került kiadásra, a Play Hard. Utóbb elérte a Billboard dance toplistáján az első helyezettet.